# Óscar Boniek García
Óscar Boniek García Ramírez (* 4. září 1984 Tegucigalpa) je honduraský fotbalový obránce a reprezentant, momentálně hraje v Major League Soccer v americkém klubu Houston Dynamo.
Účastník MS 2010 v JAR a MS 2014 v Brazílii.
Je pojmenován po známém polském fotbalistovi Zbigniewu Boniekovi.

## Klubová kariéra
Óscar Boniek García začal s profi fotbalem v Hondurasu v klubu CD Olimpia, odkud v roce 2006 odešel do CD Marathón, avšak po sezoně se vrátil do Olimpie.
V roce 2012 odešel do USA do klubu Houston Dynamo hrajícího Major League Soccer.

## Reprezentační kariéra
Óscar Boniek García debutoval v A-mužstvu Hondurasu v roce 2005.
Zúčastnil se Mistrovství světa 2010 v Jihoafrické republice.
Kolumbijský trenér Hondurasu Luis Fernando Suárez ho vzal na Mistrovství světa 2014 v Brazílii, kde honduraský tým skončil bez bodu v základní skupině E.